# Nikola Žižić
Nikola Žižić (* 23. Januar 1988 in Zagreb, SFR Jugoslawien) ist ein kroatischer Fußballspieler.

## Karriere
Žižić begann mit dem Profifußball beim slowenischen Zweitligisten NK Bela krajina. Im Sommer 2011 wurde er an den kroatischen Erstligisten NK Lučko Zagreb ausgeliehen und erkämpfte sich hier schnell einen Stammplatz. Im Sommer 2012/13 interessierten sich mehrere Süper-Lig-Vereine für den Innenverteidiger. Nachdem bekannt gemacht wurde, dass sich Žižić mit Gençlerbirliği Ankara einig war, intervenierte der Süper-Lig-Aufsteiger Elazığspor und sorgte dafür, dass dieser Wechsel scheiterte. Am Ende nutzte Antalyaspor die Gunst der Stunde und verpflichtete Nikola Žižić. Im Frühjahr 2014 wechselte er in die türkische TFF 1. Lig zu Fethiyespor. Bereits im August 2014 kam er zurück nach Slowenien und unterschrieb dort beim NK Krka, bei dem er es bis zum Sommer 2015 zu 31 Ligaeinsätzen und einem -treffer brachte. In weiterer Folge war er zwei Spielzeiten lang Stammspieler des NK Istra 1961, wobei er auf 63 Meisterschaftseinsätze und zwei -tore kam. Daraufhin wechselte der 1,93 m große Innenverteidiger zur Fußballabteilung der AE Larisa mit Spielbetrieb in der griechischen Super League und hat hier einen Vertrag mit einer Laufzeit bis Sommer 2019. In Griechenland kam er bislang (Stand: 23. April 2018) in 24 Ligaspielen zum Einsatz.